# Broschyr

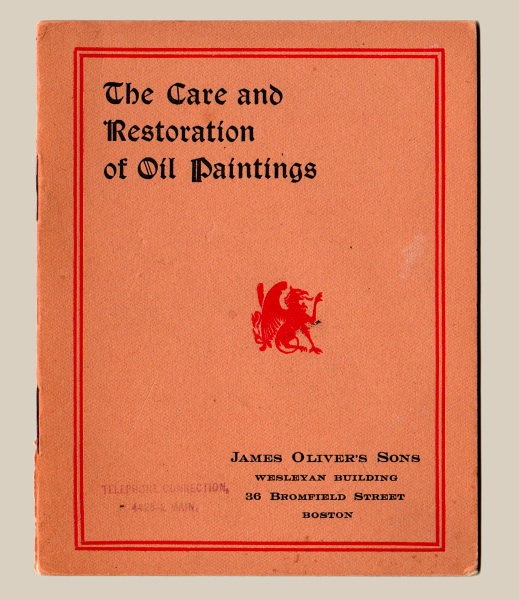
En 100 år gammal broschyr.

En broschyr är en trycksak bestående av åtta eller fler sidor, som binds tillsammans genom ryggklammer eller limbindning. Broschyrer kan till sitt innehåll utgöras av reklam, produktinformation eller liknande, men även tidningar är enligt den tekniska definitionen broschyrer.
Ordet broschyr används i vardagsspråket ofta för att beskriva reklam i pappersform, som är mer påkostad än ett flygblad. Reklamen kan vara för platser, evenemang, hotell, produkter, tjänster, med mera. Direktreklam och mässor är vanliga distributionssätt för att introducera en produkt eller tjänst. I hotell och andra ställen som lockar turister kan broschyrstånd finnas med broschyrer som kan föreslå besök till nöjesfält och andra resmål.
Inom den grafiska branschen skiljer man mellan produkttyperna broschyr och folder (efter engelskans "fold" = vika). Den senare består av ett tryckark, som tryckts på båda sidor och vikts till fyra, sex eller åtta sidor (ibland mer). Beroende på folderns layout kan den vikas ihop i ett "dragspel" eller ett "Z", alternativt i ett "C", så kallad altarskåpsfalsning. Större ark, som till exempel detaljerade kartor, viks i fyra eller fler paneler.
Broschyrer och foldrar trycks ofta med fyrfärgsprocessen på lite tyngre, högbestruket papper som sedan lackas, för att skapa en produkt med hög glans, som kan uppfattas som kvalitativt. Företag kan skriva ut små mängder av broschyrer på en skrivare, men offsettryck är billigare för större mängder broschyrer.